# Don’t Worry, Be Happy
Don’t Worry, Be Happy ist ein Lied des US-amerikanischen Jazzsängers Bobby McFerrin. Es basiert auf einem Zitat von Meher Baba. McFerrins Stück wurde im September 1988 veröffentlicht und kam auch im Soundtrack des Spielfilms Cocktail (1988) vor.

## Geschichte

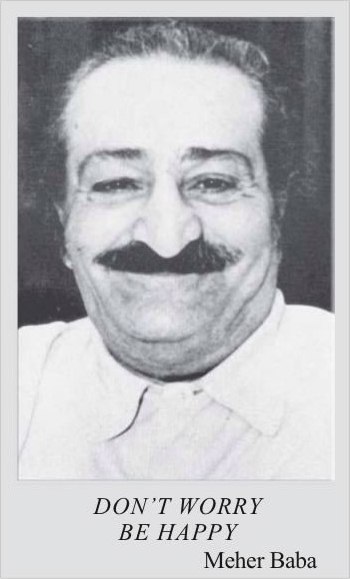
„Don’t worry, be happy“-Karte von Meher Baba aus dem Jahr 1966

„Don’t worry, be happy!“ (zu Deutsch: „Sorg dich nicht, sei glücklich!“) waren Worte des indischen Gurus Meher Baba. Er kritisierte u. a., dass Leute sich anschrien, und schwieg deshalb vom 10. Juli 1925 an die restlichen 44 Jahre seines Lebens. Um sich mitzuteilen, nutzte er fortan Buchstabentafeln und Handzeichen.
In seinem Lied Don’t Worry, Be Happy verarbeitete McFerrin die Worte Babas. Sein in der Art eines Calypsos vorgetragenes Lied beginnt folgendermaßen:
Here’s a little song I wrote

You might want to sing it note for note

Don’t worry, be happy.

In every life we have some trouble

But when you worry you make it double

Don’t worry, be happy.

Don’t worry, be happy now.
Mittels Overdubbing hat McFerrin (wie auch bei den anderen Stücken des zugehörigen Albums Simple Pleasures) alle Stimmen des im A-cappella-Stil arrangierten Lieds selbst eingesungen. Die vermeintlichen Instrumente in diesem Stück imitierte McFerrin allesamt mit seiner Stimme bzw. den Rhythmus mit Fingerschnipsen.

## Aufnahmen
Für die Aufnahme des Liedes benötigte McFerrin nur wenige Stunden, insofern wurde Don’t Worry, Be Happy einer der vom Aufwand her bisher günstigsten Nummer-eins-Hits in den USA. Allerdings brauchte er mehrere Wochen, um den Liedtext zu schreiben.
Von Musikkritikern wurde Don’t Worry, Be Happy ganz überwiegend positiv aufgenommen, was vor allem an der überzeugenden Overdubbing-Umsetzung lag. Bis heute entstanden zahlreiche Coverversionen des Stückes von verschiedenen Künstlern. Außerdem wird das Stück in vielen Filmen und Serien gespielt.
Im zugehörigen Musikvideo spielen Robin Williams und Bill Irwin mit. Es ist etwas kürzer als die Albumversion.

## Rezeption
Für Don’t Worry, Be Happy wurde McFerrin bei den Grammy Awards 1989 dreimal mit einem Grammy ausgezeichnet.

## Kommerzieller Erfolg

### Chartplatzierungen
Der Song erreichte 1988 Platz 1 in den USA, Deutschland und Österreich sowie Platz 2 im Vereinigten Königreich und in der Schweiz.
Das Stück wurde der erste A-cappella-Nummer-eins-Hit in den Billboard Hot 100, wo es zwei Wochen an der Spitze stand. In den weiteren Ländern wurde es ebenfalls die erste A-cappella-Nummer-eins. In Deutschland belegte die Single zehn Wochen lang Platz 1.
| ChartsChartplatzierungen       | Höchstplatzierung | Wochen |
| ------------------------------ | ----------------- | ------ |
| Deutschland (GfK)              | 1 (23 Wo.)        | 23     |
| Österreich (Ö3)                | 1 (14 Wo.)        | 14     |
| Schweiz (IFPI)                 | 2 (20 Wo.)        | 20     |
| Vereinigte Staaten (Billboard) | 1 (26 Wo.)        | 26     |
| Vereinigtes Königreich (OCC)   | 2 (11 Wo.)        | 11     |

| ChartsJahrescharts (1988)      | Platzierung |
| ------------------------------ | ----------- |
| Deutschland (GfK)              | 43          |
| Vereinigte Staaten (Billboard) | 37          |

| ChartsJahrescharts (1989) | Platzierung |
| ------------------------- | ----------- |
| Deutschland (GfK)         | 10          |
| Österreich (Ö3)           | 30          |
| Schweiz (IFPI)            | 26          |

### Auszeichnungen für Musikverkäufe
| Land/Region                  | Auszeichnungen für Musikverkäufe (Land/Region, Auszeichnung, Verkäufe) | Verkäufe  |
| ---------------------------- | ---------------------------------------------------------------------- | --------- |
| Deutschland (BVMI)           | Platin                                                                 | 500.000   |
| Italien (FIMI)               | Gold                                                                   | 50.000    |
| Neuseeland (RMNZ)            | Platin                                                                 | 30.000    |
| Schweden (IFPI)              | Gold                                                                   | 25.0000   |
| Spanien (Promusicae)         | Gold                                                                   | 30.000    |
| Vereinigte Staaten (RIAA)    | Gold                                                                   | 500.000   |
| Vereinigtes Königreich (BPI) | Platin                                                                 | 600.000   |
| Insgesamt                    | 4× Gold · 3× Platin ·                                                  | 1.735.000 |